# Kuchary (województwo śląskie)
Kuchary – wieś w Polsce położona w województwie śląskim, w powiecie częstochowskim, w gminie Mstów.
Wieś duchowna, własność klasztoru kanoników regularnych w Mstowie położona była w końcu XVI wieku w powiecie radomszczańskim województwa sieradzkiego.
W latach 1975–1998 miejscowość administracyjnie należała do województwa częstochowskiego.

## Historia
Pierwsza wzmianka o miejscowości pochodzi z 1220 roku, z dokumentu biskupa krakowskiego Iwo Odrowąża w którym miejscowość wymieniona jest w obecnej formie Kuchary.